# Edificio Capitol
El Edificio Capitol, antiguamente llamado Edificio Carrión, es uno de los más conocidos del tercer tramo de la calle Gran Vía madrileña. Está situado en la esquina de esta calle con la de Jacometrezo, en la plaza del Callao. Su perfil fue empleado como icono de la calle en las celebraciones del centenario de la Gran Vía. El edificio fue ideado como un espacio multiuso, en el instante que se construyó el edificio contenía oficinas, cafeterías y el Cine Capitol.
A comienzos del siglo XXI el edificio acoge el cine, una tienda de ropa y un hotel. El estilo de su fachada corresponde a una arquitectura expresionista con claras influencias mendelsohnianas.
En abril de 2018 fue declarado Bien de Interés Cultural (BIC) por el Gobierno de la Comunidad de Madrid tanto por su estilo arquitectónico como por su carácter icónico en la Gran Vía.

## Historia
El edificio, de catorce plantas, fue proyectado por los arquitectos Luis Martínez-Feduchi y Vicente Eced y Eced y construido entre los años 1931 y 1933. Su promotor fue Enrique Carrión y Vecín, marqués de Melín que promovió un concurso arquitectónico restringido al que asistieron otros arquitectos experimentados como Pedro Muguruza (constructor en 1924 del vecino Palacio de la Prensa), Emilio Paramés, Luis Gutiérrez Soto. Se presentaron un total de seis proyectos, de los cuales salió ganador el presentado por la pareja de jóvenes arquitectos Luis Martínez-Feduchi y Vicente Eced y Eced. En la época en que se presentó el concurso convivían en la arquitectura madrileña diversas tendencias: el academicismo y clasicismo con el tradicionalismo moderado, el racionalismo, expresionismo y art déco y los proyectos presentados al concurso así lo demostraron. El solar de más de mil trescientos metros cuadrados correspondía a un espacio que hacía la convergentes entre las calles de Jacometrezo y la entonces llamada avenida de Eduardo Dato que correspondía al tercer tramo de la Gran Vía.

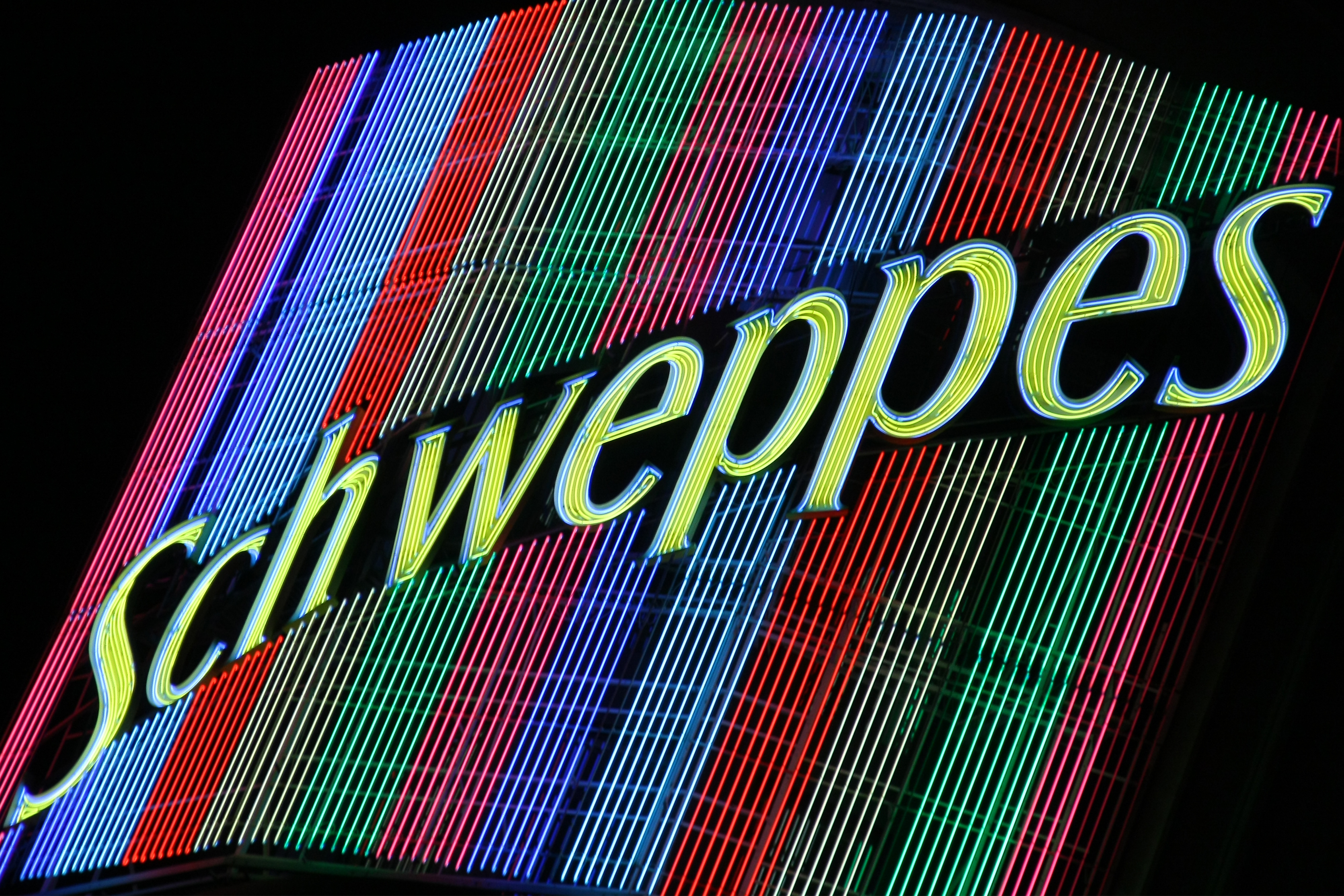
Anuncio de Schweppes

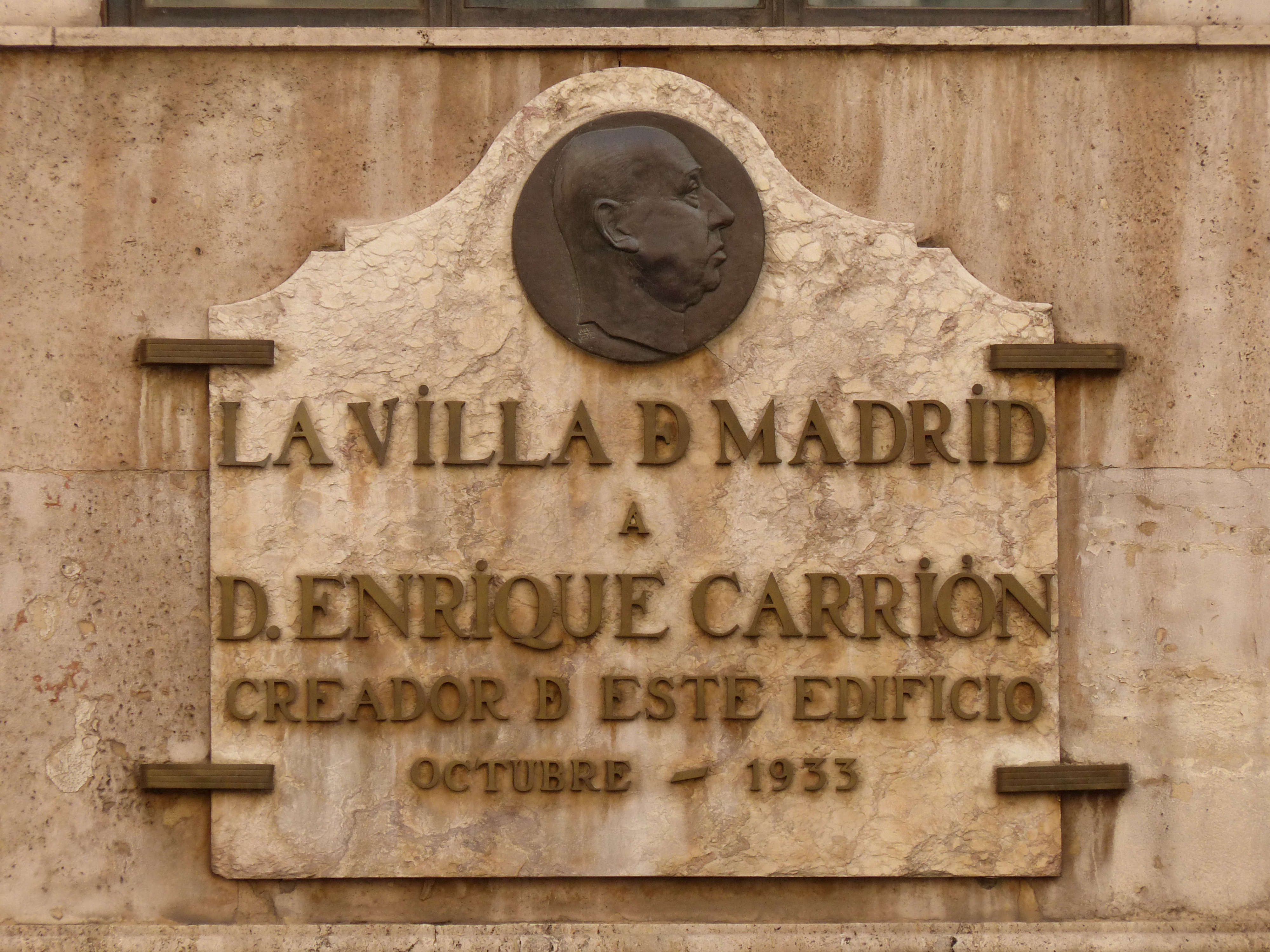
Placa de homenaje a Enrique Carrión

El solar hacía ver que la solución más adecuada era un planteamiento en forma de chaflán. Utiliza materiales como mármol y granito y la decoración y los muebles corrieron a cargo de la firma Rolaco-Mac (empresa en la que posteriormente trabajaría Luis Martínez-Feduchi). Pero lo más destacado en su época fueron los adelantos tecnológicos que incorporaba, como el uso innovador de vigas de hormigón tipo Vierendeel, la utilización de telas ignífugas o el sistema de refrigeración, el primero centralizado de Madrid y que ocupaba toda una planta. El 21 de abril de 1931 se concedió la licencia para las obras y la Sala de Espectáculos del Cine Capitol se inauguró el 15 de octubre de 1933. En la prensa de la época se le tilda de edificio comercial. Se emplearon 30 meses para construir un edificio complejo y plurifuncional. La situación económica del país era delicada, tanto es así que durante su edificación era el único que se ejecutó en la capital. Por lo que se refiere a su ordenamiento inicial de espacios, el edificio está constituido por una sala de fiestas en el sótano, un café en la planta baja, en la que también se ubican los accesos al hotel y a la sala principal, un “salón de thé” en la entreplanta, y oficinas en las plantas cuarta, quinta y sexta, quedando reservadas para hotel las plantas sexta a séptima.
La edificación corrió a cargo de la constructora española Macazaga, estando a cargo de la construcción el arquitecto Luis Moya Blanco. Recibió el Premio Ayuntamiento de Madrid de 1933 y la Medalla de Segunda Clase en la Exposición Nacional de Bellas Artes de 1934. En el proyecto original albergaba 64 apartamentos, un hotel (el Capitol, en la actualidad del grupo Vincci), una cafetería, un bar, un restaurante, una fábrica de agua de Seltz y oficinas y salas de fiesta. En su planta inferior disponía de una sala de cine para casi 2000 espectadores, llamada cine Capitol, hoy dividida en varias salas más pequeñas. El primer propietario fue Enrique Carrión, marqués de Nelín. Durante la guerra civil española y durante la defensa de Madrid su azotea fue empleada como observatorio avanzado.
En 2007, dirigida por el arquitecto Rafael de la Hoz, se terminó una total rehabilitación que eliminó todos los anuncios publicitarios de su fachada, conservándose sólo el de Schweppes y otro más moderno de la marca comercial Vodafone en la azotea.
El 3 de abril de 2018 fue declarado bien de interés cultural en la categoría de monumento, mediante una resolución publicada el día 5 de ese mismo mes en el Boletín Oficial de la Comunidad de Madrid, con la rúbrica de la presidenta de la comunidad autónoma, Cristina Cifuentes, y del consejero de Cultura, Turismo y Deportes, Jaime de los Santos González.

## En la cultura popular

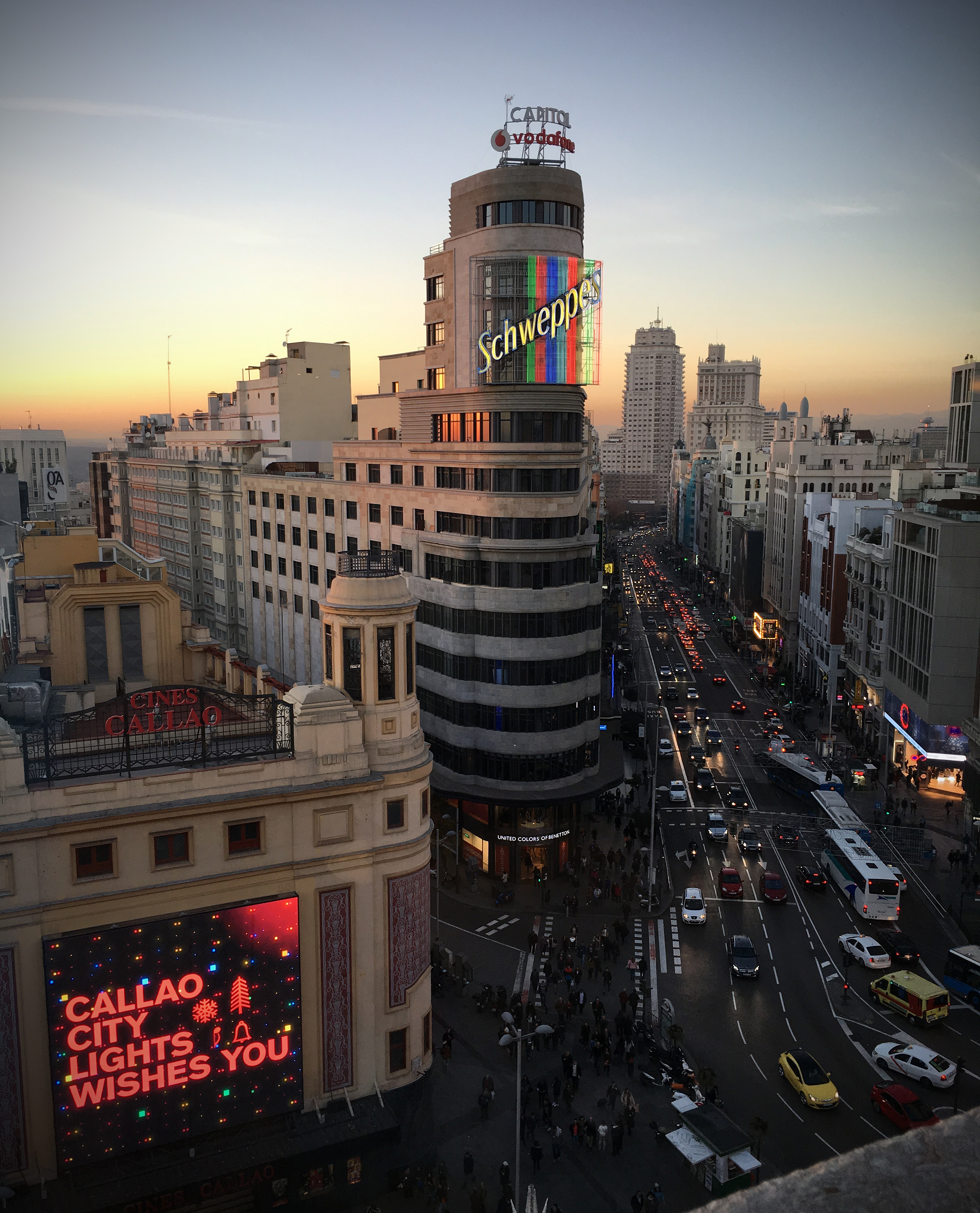
Silueta del edificio al atardecer

El edificio se constituye en el icono reconocible de todo un siglo de arquitectura española. El edificio logró ser el emblema del Madrid moderno y su imagen aerodinámica inspiró a otros arquitectos en capitales españolas. El anuncio luminoso de neón de la marca Schweppes situado desde 1972 en las plantas superiores es uno de los símbolos de la Gran Vía y de la ciudad y ha aparecido en numerosas películas españolas, como en El día de la Bestia, dirigida por Álex de la Iglesia. Este cartel fue uno de los indultados al aplicar la ordenanza municipal de publicidad en 2010. En lo alto del edificio hay un cartel de Vodafone. En la parte baja están los Cines Capitol y, al lado de estos, el hotel Carrión.